# Diestramima austrosinensis
Diestramima austrosinensis är en insektsart som beskrevs av Andrej Vasiljevitj Gorochov 1998. Diestramima austrosinensis ingår i släktet Diestramima och familjen grottvårtbitare. Inga underarter finns listade i Catalogue of Life.